# Amphelictus fuscipennis
Amphelictus fuscipennis là một loài bọ cánh cứng trong họ Cerambycidae.